# Лапшин, Виталий Ванифатьевич
Виталий Ванифатьевич Лапшин (16 марта 1914, Сабельницы, Ярославская губерния — 5 ноября 1992, Москва) — советский хозяйственный, государственный и политический деятель, Герой Социалистического Труда.

## Биография
Родился 16 марта 1914 года в деревне Сабельницы (ныне — Ярославского района Ярославской области). Член КПСС.
С 1937 года — на хозяйственной, общественной и политической работе. В годы войны — старший техник-лейтенант, технический инспектор в авиационной промышленности.
С 4 июля 1964 года — директор завода № 706 Московского городского совнархоза (с марта 1965 — Московский завод электромеханической аппаратуры Министерства общего машиностроения СССР). Указом Президиума Верховного Совета СССР от 26 апреля 1971 года присвоено звание Героя Социалистического Труда с вручением ордена Ленина и золотой медали «Серп и Молот». 1 апреля 1987 года вышел на пенсию.
Умер в Москве 5 ноября 1992 года, похоронен на Хованском кладбище.

## Награды
- Орден «Знак Почёта» (16.9.1945)[2][3]
- Орден Ленина (26.7.1966)[3]
- Золотая медаль «Серп и Молот» Героя Социалистического Труда и орден Ленина (26.4.1971)[3]
- Орден Октябрьской Революции (12.8.1976)[3]
- Медали[3].